# Macropsis ioculator
Macropsis ioculator är en insektsart som beskrevs av Dlabola 1963. Macropsis ioculator ingår i släktet Macropsis och familjen dvärgstritar. Inga underarter finns listade i Catalogue of Life.